# Virslīga 1934
L'edizione 1934 del Virslīga fu la 14ª del massimo campionato lettone di calcio; fu vinta dall'RFK, giunto al suo sesto titolo.

## Formula
Il campionato era disputato da otto squadre che si incontrarono in turni di andata e ritorno, per un totale di 14 incontri per squadra; erano previsti due punti per la vittoria, uno per il pareggio e zero per la sconfitta.

## Classifica finale
|                     | Pos. | Squadra          | Pt | G  | V  | N | P  | GF | GS | DR  |
| ------------------- | ---- | ---------------- | -- | -- | -- | - | -- | -- | -- | --- |
| Lettonia (bandiera) | 1    | RFK Riga         | 24 | 14 | 11 | 2 | 1  | 40 | 9  | +31 |
|                     | 2    | Rīga Vanderer    | 18 | 14 | 9  | 0 | 5  | 30 | 14 | +16 |
|                     | 3    | ASK Rīga         | 17 | 14 | 8  | 1 | 5  | 22 | 15 | +7  |
|                     | 4    | Olimpija Liepāja | 16 | 14 | 7  | 2 | 5  | 31 | 7  | +24 |
|                     | 5    | Union Riga       | 13 | 14 | 6  | 1 | 7  | 23 | 43 | -20 |
|                     | 6    | Hakoah Riga      | 12 | 14 | 5  | 2 | 7  | 19 | 31 | -12 |
|                     | 7    | JKS Riga         | 10 | 14 | 5  | 0 | 9  | 20 | 39 | -19 |
|                     | 8    | ASK Liepaja      | 2  | 14 | 1  | 0 | 13 | 17 | 44 | -27 |